# Micrastur mirandollei
El halcón montés dorsigrís (Micrastur mirandollei) también denominado halcón montés pechiblanco, halcón de lomo pizarreño y halcón de bosque blanco y gris, es una especie de ave falconiforme de la familia Falconidae que vive en Centro y Sudamérica.

## Descripción
El halcón montés dorsigrís mide entre 40 y 44 cm de largo, con 65 - 71 cm de envergadura alar. Sus partes superiores son de color gris oscuro y las inferiores blancas, los juveniles tienen el pecho manchado de gris. Su cola que es larga y negra tiene tres franjas blancas además de su borde. Sus patas y su lorum, que no tiene plumas, son de color amarillo. Sus ojos son de color oscuro.

## Distribución y hábitat
Se encuentra en Bolivia, Brasil, Colombia, Costa Rica, Ecuador, la Guayana, Guyana, Panamá, Perú, Surinam y Venezuela.
Sus hábitats naturales son las selvas húmedas tropicales de regiones bajas.